# Harnaaz Sandhu
Harnaaz Kaur Sandhu (Gurdaspur, 3 maart 2000) is een Indiaas model en schoonheidskoningin, en de winnaar van de Miss Universe 2021-verkiezing in Eilat, Israël.

## Biografie
Sandhu ging naar de Shivalik Public School en de Post Graduate Government College for Girls. Ze studeerde informatietechnologie en spreekt vloeiend Punjabi, Hindi en Engels.
Sandhu was deelneemster aan diverse Miss-verkiezingen en werd in 2018 Miss Max Emerging Star India. In 2019 kreeg ze de titel Femina Miss India Punjab 2019.
Op 16 augustus 2021 werd Sandhu genomineerd als een van de Top 50 halvefinalisten van Miss Diva 2021. Later op 23 augustus werd ze bevestigd als een van de Top 20-finalisten die zouden deelnemen aan de op televisie uitgezonden Miss Diva-verkiezing. Aan het einde van het evenement werd Sandhu gekroond tot Miss Universe India 2021 door vertrekkend titelverdediger Adline Castelino.
Als Miss Diva 2021 kreeg Sandhu het recht om India te vertegenwoordigen op Miss Universe 2021. De wedstrijd werd gehouden op 12 december 2021 in Eilat, Israël. Sandhu schoof op van de eerste groep van 80 deelnemers naar de top zestien, later door naar de top tien, top vijf en top drie, voordat zij werd gekroond als de nieuwe titel. Na haar overwinning werd ze de derde Indiase vrouw die werd gekroond tot Miss Universe, na Sushmita Sen in 1994 en Lara Dutta in 2000.